# L'ultima poesia/Alla pari
L'ultima poesia/Alla pari è un 45 giri dei cantanti pop italiani Marcella Bella e di Gianni Bella, pubblicato nel 1985 dall'etichetta discografica CBS.

## I brani
Il brano, scritto da Gianni Bella, Rosario Bella e Mogol, arrangiato da Celso Valli, inaugura la collaborazione tra i fratelli Bella, diventando un immediato successo di classifica raggiungendo la settima posizione della classifica dei singoli, forte di oltre centocinquantamila copie vendute.

## Lato b
Alla pari, scritto da Gianni Bella e Mogol era il lato b del disco, contenuto precedentemente nell'album Nel mio cielo puro. Il singolo, nella sua seconda ristampa, aveva una copertina diversa rispetto alla prima tiratura.

## Tracce
Lato A
1. L'ultima poesia – 4:24 (Gianni Bella - Rosario Bella - Mogol)

Durata totale: 4:24
Lato B
1. Alla pari – 4:12 (Gianni Bella - Mogol)

Durata totale: 4:12

### Classifiche
| CLassifica (1985) | Posizione raggiunta |
| ----------------- | ------------------- |
| Italia            | 7                   |